# نيك فروست
نيك فروست (بالإنجليزية: Nick Frost)‏ (و. 1972 – م) هو ممثل، وممثل هزلي، وكاتِب، وكاتب سيناريو، من المملكة المتحدة، ولد في داجنهام.

## وصلات خارجية
- نيك فروست على موقع IMDb (الإنجليزية)
- نيك فروست على موقع روتن توميتوز (الإنجليزية)
- نيك فروست على موقع ألو سيني (الفرنسية)
- نيك فروست على موقع ميوزك برينز (الإنجليزية)
- نيك فروست على موقع أول موفي (الإنجليزية)
- نيك فروست على موقع بوكس أوفيس موجو (الإنجليزية)
- نيك فروست على موقع قاعدة بيانات الأفلام السويدية (السويدية)
- نيك فروست على موقع إن إن دي بي (الإنجليزية)
- نيك فروست على موقع ديسكوغز (الإنجليزية)
- نيك فروست على موقع قاعدة بيانات الفيلم (الإنجليزية)